# Ojén
Ojén es una localidad y municipio español de la provincia de Málaga, Andalucía. Se trata de un pequeño pueblo blanco rodeado de huertas y sierra. Además, al sureste del término municipal se encuentran las urbanizaciones de La Mairena y El Vicario. Al sur, Marbella. Cuenta con una población de 4682 habitantes (INE 2024).

## Topónimo
El topónimo Ojén procede de la raíz íbera oixan, oihan u ojen que significa bosque. Hay hipótesis que señalan que la fortaleza altomedieval Ṭurruš Jušayn perteneciente a la cora de Rayya corresponde a la fortaleza o torre de Ojén.

## Gentilicio
El gentilicio de los habitantes de Ojén es "Ojeneto/a".

## Geografía
Limita al norte con Monda y con Coín, al noroeste con Istán, al noreste con Mijas y al sur con Marbella.

### Relieve

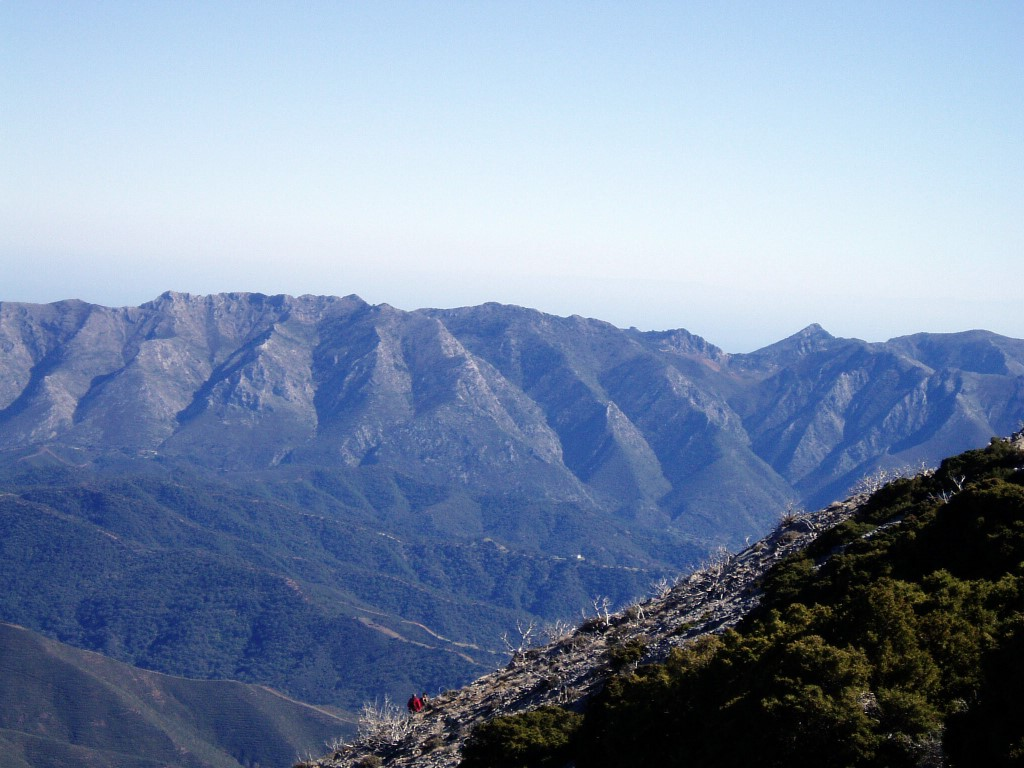
Sierra de Canucha y Juanar

Se encuentra situado sobre el Cordón Montañoso Litoral penibético, sobre Sierra Blanca, Sierra de Canucha y Sierra Alpujata. Tiene su cumbre en el cerro Lastonar de Sierra Blanca (1275 m s. n. m.) y Picacho de Castillejos (1231 m s. n. m.) de Sierra de Canucha.

## Naturaleza
Los montes de Ojén poseen un gran bosque mediterráneo de quejigos, alcornoques, encinas, pinos, pitas y chumberas, que llegan hasta el borde de la carretera.
En cuanto a la fauna que habita estos bosques hay que destacar la cabra hispánica, especie protegida y que está prácticamente en extinción, y el águila real. También habitan las ginetas, el meloncillo, turones y multitud de pequeños mamíferos, pájaros e insectos de variadas especies. Además, son variadas las plantas de uso medicinal, como salvia, romero, tomillo, cantahueso, hinojo o manzanilla. En el matorral del sotobosque abundan los tojos, retamas, jaras, abulagas o siemprevivas. También hay que destacar por su rareza la presencia de una colonia de pinsapos.
En el río Almadán y en lugares como "El Charco Las Viñas" no es raro encontrar tortugas, ranas o culebras. Flores como la orquídea olorosa o la orquídea ovejera abundan por los parajes de la Sierra de Ojén, donde habita el búho real, ave en peligro de extinción que es muy difícil de localizar actualmente.

## Historia

### Prehistoria y Edad Antigua
Ya en el Paleolítico medio esta zona estaba habitada por el hombre de Neandertal, que vivía en grupos nómadas, y en el Neolítico existió ya una población asentada, como lo demuestra la cueva de Pecho Redondo. Durante el bajo Imperio romano la costa estuvo muy habitada y se especula que en la zona de Ojén hubiese algún establecimiento que explotaba la agricultura y ganadería. Su nombre pudo haber sido Ursianus a partir del nombre del propietario de la finca (Ursus), de donde procedería el nombre de Ojén a través del árabe.

### Edad Media
La primera vez que se cita Ojén es en la "Crónica de las hazañas de los emires cordobeses". Según la crónica, Abderramán III inicia una batalla para someter la rebelión de los mozárabes (cristianos que vivían en las tierras musulmanas) y los muladíes malagueños. Se sabe que una de las batallas entre los rebeldes y el ejército fue delante de las murallas del Castillo de Ojén. La sublevación de los mozárabes provocó la existencia de un reinado efímero con capital en Bobastro; en el año 921 Abderramán liberó Ojén y su iglesia fue convertida en mezquita. En 1485 los musulmanes capitulan ante el Rey Fernando el Católico y se entra de lleno en la Edad Moderna. En aquella época Ojén enviaba a Marbella para exportar a África, pasas, higos secos, almendras, sedas, cera y miel de sus colmenas. Los musulmanes mudéjares pasan a ser vasallos de Castilla y en 1492 los Reyes Católicos toman totalmente el Reino de Granada, finalizando la Reconquista.
Ojén se constituye en «concejo» y se realiza el deslinde del término. Dependía de Marbella, que nombraba un regidor con jurisdicción civil y criminal. En 1505, por orden del arzobispo de Sevilla, Diego de Deza, se hizo la erección canónica de la actual parroquia de Nuestra Señora de la Encarnación. 
Ojén y su comarca fue uno de los focos de resistencia de la rebelión mudéjar del año1500. Sufrió despoblaciones provocadas por la masiva huida de sus habitantes al norte de África (1500 y 1509). Los reyes no permitieron la presencia de musulmanes a menos de una legua de la costa y muchos habitantes de Marbella se establecen en Ojén; la medida se tomó para evitar la colaboración musulmana con los piratas turcos y berberiscos. Había entonces en Ojén 114 vecinos, cuatro de ellos cristianos viejos. 
Se trataba de un espacio que se iba a convertir en la nueva frontera entre el islam y el cristianismo. Eran habituales los desembarcos corsarios asolando las zonas costeras, que contaban con el apoyo y ayuda de los mudéjares, primero, y de los moriscos andalusíes, después. La Corona consideró de vital importancia la reactivación económica de estos lugares que se despoblaban, y por este motivo conﬁscaba los bienes raíces de los huidos, que utilizaba para recompensar a miembros de la pequeña nobleza y funcionarios por los servicios prestados. 

### Edad Moderna
La construcción del castillo de Ojén sobre restos anteriores nazaríes se enmarca en un proceso alentado por la Corona para que la iniciativa privada levantara nuevas torres vigías, bastiones y fortalezas en sus posesiones señoriales, o en zonas realengas.
Pérez de Almazán logró en 1510 autorización real para construir una  fortaleza y casa fuerte, que pudiera ser lugar de refugio de sus vecinos y evitar ser apresados y esclavizados por los piratas berberiscos. Almazán terminó vendiendo la posesión y derechos que tenía en Ojén, hacia el año 1513, a Lorenzo Gómez de Solís. El lugar iba recuperando población, y sus vecinos contaban con distintas franquicias y mercedes. Tras solicitar un nuevo permiso real, acometió la construcción de la fortaleza, no sin vencer la oposición del Concejo de Marbella, que veía en esta actuación en su término un perjuicio a sus derechos realengos.
Ojén pasaría a los Solís, pero sin contar éstos con su jurisdicción político-judicial, es decir, no contarían con el control de su gobierno político ni con la administración de justicia, que seguiría dependiendo de Marbella. Los Solís Manrique compraron el señorío de Ojén (Málaga) en el año 1513, y el de Rianzuela (Sevilla) en 1576.  
Los Solís basaron su prosperidad en sus mayorazgos y en sus propiedades agrícolas situadas en distintas zonas del Reino de Sevilla y Extremadura. Fueron propietarios de gran parte del actual término municipal de Bollullos de la Mitación, al contar con la dehesa de Rianzuela, así como con las heredades de La Boyana y La Juliana (desde 1672). Además, también contaron con la dehesa de la Torre de la Granja y su señorío, en el término de Jerez de los Caballeros.
Además, lograron importantes enlaces familiares que les permitieron continuar escalando socialmente, hasta llegar a formar parte de la nobleza titulada al recibir el marquesado de Rianzuela (1679).
En 1568, durante el reinado de Felipe II se produce la rebelión de los moriscos de Istán, y en 1569 se les unen los moriscos de Ojén, que huyen con sus familias y enseres a las sierras cercanas abandonando las tierras después de matar a sus vecinos cristianos viejos e incendiar la iglesia, casas y cultivos. Felipe II nombra el Duque de Medina Sidonia y al Duque de Arcos para pacificar la Serranía de Ronda y acabar con la rebelión. En 1570 finaliza la guerra y Ojén es repoblado por cristianos viejos. El problema morisco continúa en España hasta que en 1609 el Rey Felipe III expulsa a los moriscos.

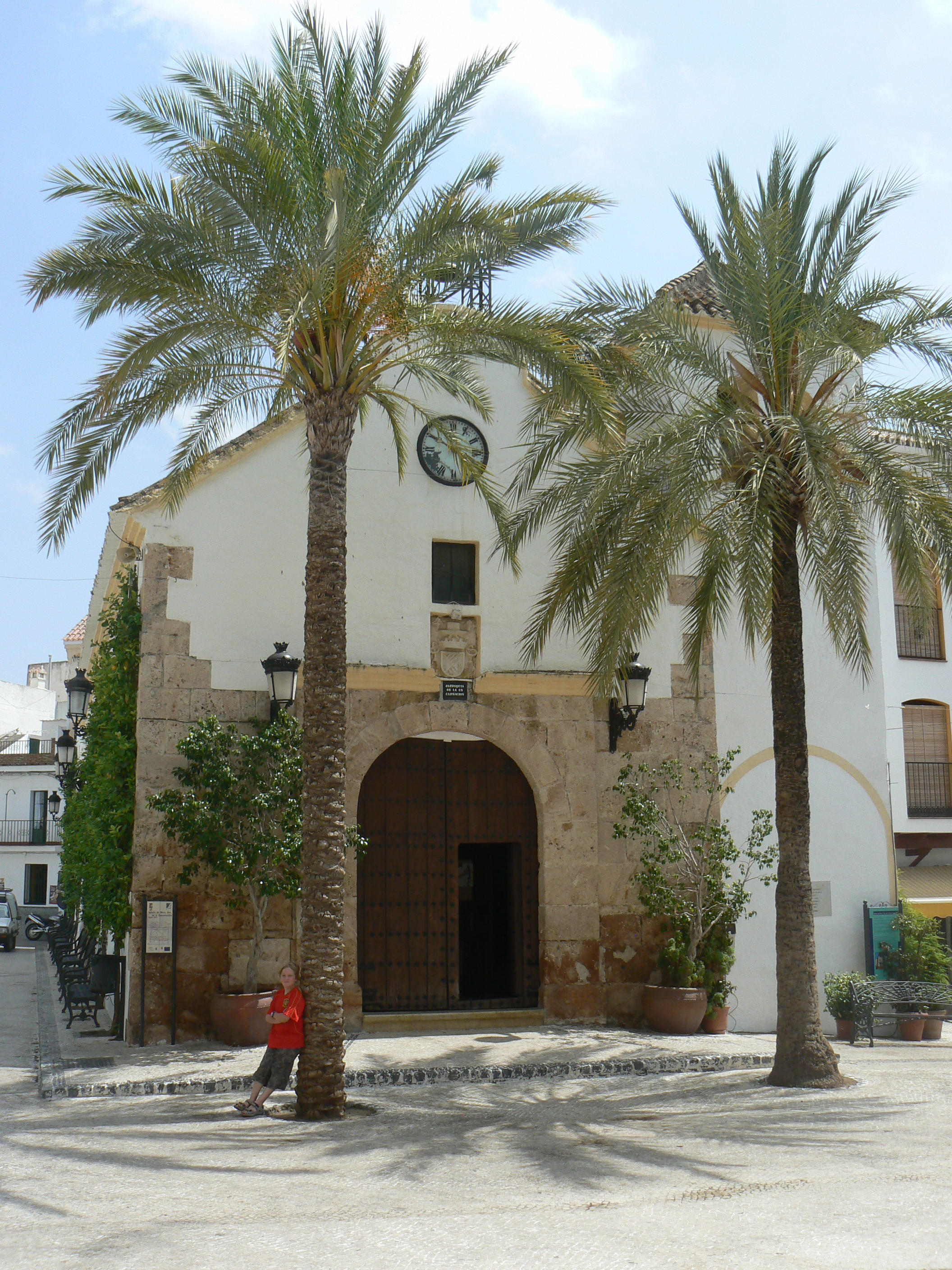
Iglesia de Nuestra Señora de la Encarnación

En 1772 el cronista británico Francis Carter describe Ojén como "un pueblo de gente afable, sencilla, que desconoce el té y el café, pero disfruta de leche de cabra en sus tazas de barro". En 1807 Carlos IV concede a Ojén independencia de la jurisdicción de Marbella.

### Edad Contemporánea
En 1826 comienza la actividad siderúrgica de los pioneros Altos Hornos de Marbella para fundir el mineral de magnetita de la mina del Peñoncillo, compuestas por hasta nueve minas, entre ellas la Choza, San Juan Bautista, San Nicolás, La Concepción y Santa María. En 1830 la destilería Pedro Morales e Hijo comienza a destilar Aguardiente de Ojén. En 1868 la Marbella Iron Ore Company de los hermanos Malcolm de Glasgow adquiere cuatro de las minas y construyen el ferrocarril minero San Juan Bautista desde la mina hasta la playa de Marbella para exportar a Inglaterra. Durante los años 70 del siglo XIX había varias minas importantes de capital inglés además de las de Ojén, como las de Orconera y Luchana, de la Zona Minera de Vizcaya y las de Salvador y Parcocha en el Valle de Trápaga. Cinco de las minas del Peñoncillo permanecerían en manos del heredero de Manuel Agustín Heredia, Tomás Heredia Livermore. 
En 1872 se indica que en la mina trabajan 140 hombres, 25 arrieros y 100 caballerías, además de 12 hombres para el mantenimiento de las vías, con una producción diaria de 850 quintales de mineral. A partir de 1874 además de la explotación a cielo abierto se explota subterráneamente un filón de mineral. En 1875 se suspende la producción por los daños sufridos en el muelle de hierro de Marbella por el choque de un vapor. En años hubo otras explotaciones de magnetita en las minas del Peñoncilloː Eldorado Syndicate Limited (1872) Ojen Mountain Magnetic Iron Company and Limited (1873). También se explotó la esteatita en la mina San Juan (1868).
En 1905 Pedro Fernández mandó construir la Fuente de los Chorros para el abastecimiento de la población y riego de las huertas que rodean el pueblo. Su agua procede del manantial de Almadán y fue restaurada en 2006 por el restaurador Enrique Salvo Rabasco.
En 1906 el Marqués de Larios levantó el Palacio de Juanar como refugio de caza, donde en una ocasión fue invitado el Rey Alfonso XIII. El Palacio de Juanar fue habilitado como Parador Nacional en 1965 y en 1984 se otorgó una concesión a una cooperativa de trabajadores de Ojén para su explotación.
En 1918 aparece la Federación Obrera el Progreso durante el llamado trienio bolchevique, para denunciar las condiciones de trabajo de los trabajadores de la mina del Peñoncillo, produciéndose huelgas debido a las duras condiciones de trabajo de los trabajadores para atender las necesidades de hierro derivadas de la Primera Guerra Mundial. La pérdida de rentabilidad de las explotaciones hace que en los años 30 cese la actividad minera. Sin embargo, de 1950 a 1974 la española FERARCO vuelve a explotar la mina del Peñoncillo, construyendo un cable aéreo para el transporte del mineral hasta la playa de Arroyo Segundo de Marbella. Actualmente la mina del Peñoncillo se encuentra catalogada dentro del Patrimonio Histórico-Minero de la provincia y de Andalucía.
En la noche del 30 al 31 de agosto de 2012, se vio afectado por un incendio forestal, de tal manera que el municipio al completo tuvo que ser evacuado al declararse en la zona de Barranco Blanco (Coín) un enorme incendio que afectó no solo al mismo, sino a varios pueblos vecinos tales como Monda, Coín, Alhaurín el Grande, Marbella y Mijas.

## Geografía humana

### Demografía
Cuenta con una población de 4682 habitantes (INE 2024).
| Gráfica de evolución demográfica de Ojén entre 1842 y 2021                                                            |
| |
| Población de derecho según los censos de población del INE. Población de hecho según los censos de población del INE. |

| Nacionalidad | Hombres | Mujeres | Total | %     | Proporción |
| ------------ | ------- | ------- | ----- | ----- | ---------- |
| Española     | 1592    | 1494    | 3086  | 73.1% |            |
| Extranjera   | 559     | 573     | 1132  | 26.8% |            |

### Economía

#### Evolución de la deuda viva municipal
| Gráfica de evolución de Deuda viva del Ayuntamiento de Ojén entre 2008 y 2019                                |
| |
| Deuda viva del Ayuntamiento de Ojén en miles de Euros según datos del Ministerio de Hacienda y Ad. Públicas. |

## Política y administración
La administración política del municipio se realiza a través de un Ayuntamiento de gestión democrática cuyos componentes se eligen cada cuatro años por sufragio universal. El censo electoral está compuesto por todos los residentes empadronados en Ojén mayores de 18 años y nacionales de España y de los restantes Estados miembros de la Unión Europea. Según lo dispuesto en la Ley del Régimen Electoral General, que establece el número de concejales elegibles en función de la población del municipio, la Corporación Municipal de Ojén está formada por 11 concejales.
| Periodo   | Nombre                                            | Partido |
| --------- | ------------------------------------------------- | ------- |
| 1999-2003 | Francisco Manuel Vázquez Juan Pedro Gómez Sánchez | PSOE    |
| 2003-2007 | Juan Pedro Gómez Sánchez                          | PSOE    |
| 2007-2011 | José Antonio Gómez                                | GSIO    |
| 2011-2015 | José Antonio Gómez                                | PSOE    |
| 2015-2019 | José Antonio Gómez                                | PSOE    |

## Lugares de interés

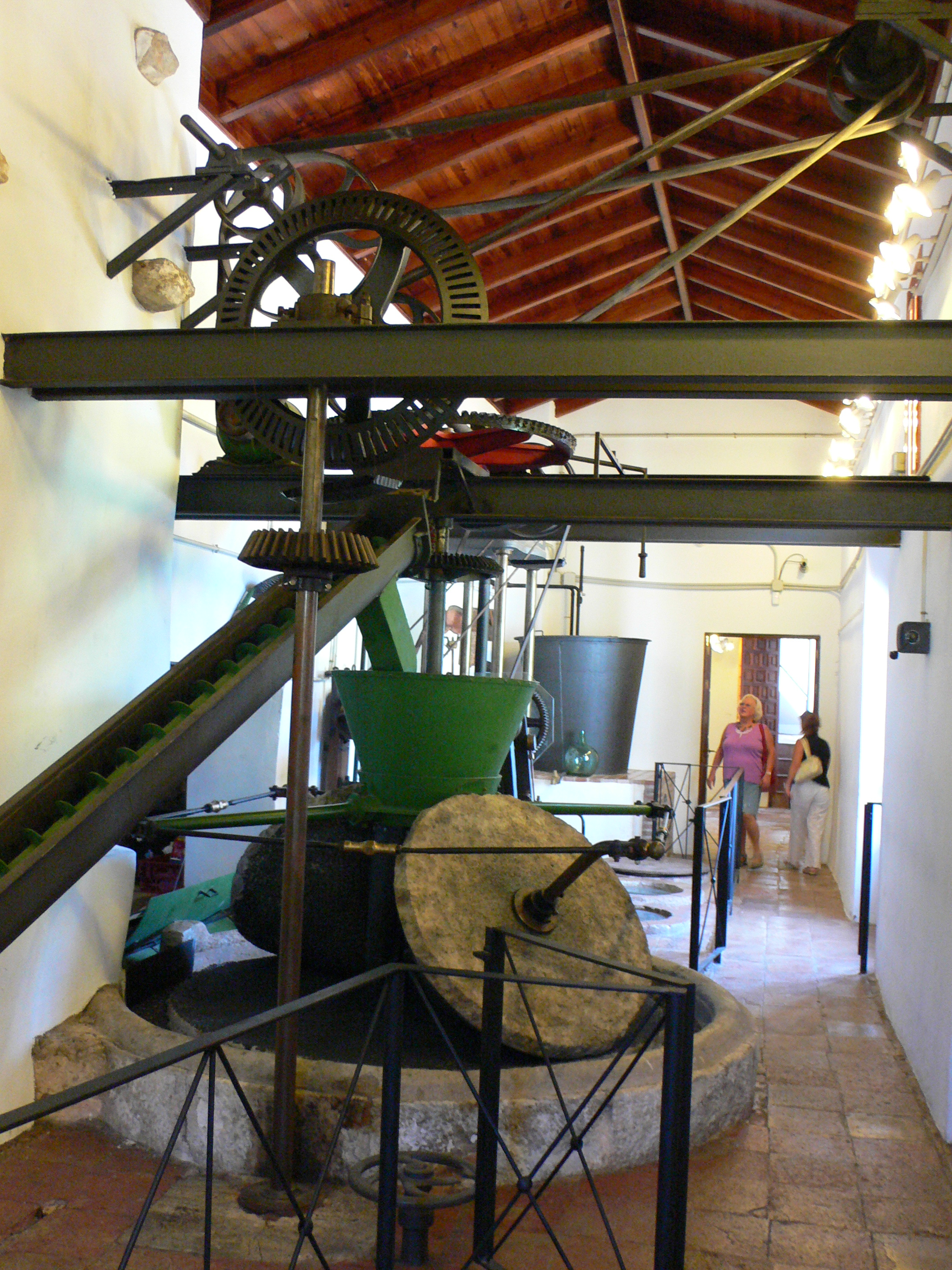
Museo del Molino de Aceite

Destacan el mirador del macho montés en el entorno del Refugio de Juanar, el área recreativa El Cerezal, el Museo el Molino y el charco de las viñas. También se pueden realizar las rutas de senderismo GR 249, etapas 31 y 32 de la Gran Senda de Málaga, de Marbella a Ojén y de Ojén a Mijas.